# Comes (fuga)
De comes (uit het Latijn: metgezel) is de benaming voor de tweede inzet van het hoofdthema van een fuga. De dux introduceert eerst het melodisch materiaal van de hoofdstem, dat verder in de fuga uitgewerkt wordt. De dux is modulerend van tonica naar dominant. De dux wordt dan in de fuga (soms na een koppelmotief) gevolgd door de comes, de imitatie van het thema in de dominant. 
De comes beantwoordt de dux meest op twee manieren:
TonaalDe eerste kwint uit de dux wordt dan een kwart in de comes, waardoor er niet over een nieuwe kwint wordt gemoduleerd, maar in de tonica gestart kan worden met de comes.
- Voorbeeld tonale beantwoording (in C groot):

dux -   g /c b c d/ e f g : 
comes  -  c/ g fis g a/ b c d : 
Reëel of modulerendElk interval uit de dux wordt letterlijk nagedaan, waarbij er in feite een verder verwijderde toonsoort dan de hoofdtoonsoort wordt bereikt. Om dit te ondervangen volgt dan vaak op de comes een tussenspel om terug te moduleren naar de hoofdtoonsoort.
- Voorbeeld reële (modulerende) beantwoording (in C groot):

dux -  g/ c b c d/ e f g : 
comes - d/ g fis g a/ b c d : 
In het verloop van een fuga vinden diverse inzetgroepen van de diverse stemmen (dux en/of comes) plaats, waarbij de dux na in diverse toonsoorten te zijn opgetreden uiteindelijk terugkeert in de slotgroep, in hoofdtoonsoort van de fuga.